# Callidula plioxantha
Callidula plioxantha is een vlinder uit de familie van de Callidulidae. De wetenschappelijke naam van de soort is voor het eerst geldig gepubliceerd in 1877 door Kirsch.